# Ysbrechtum
Ysbrechtum (en néerlandais : IJsbrechtum) est un village de la commune néerlandaise de Súdwest Fryslân, situé dans la province de Frise.

## Géographie
Le village est situé immédiatement au nord-ouest de la ville de Sneek.

## Histoire
Ysbrechtum fait partie de la commune de Wymbritseradiel jusqu'en 1984, date à laquelle il est intégré à la commune de Sneek. Le 1er janvier 2011, celle-ci est supprimée et fusionnée avec Bolsward, Nijefurd et Wûnseradiel pour former la nouvelle commune de Súdwest-Fryslân.

## Démographie
Le 1er janvier 2017, la population s'élevait à 690 habitants.